# Lam Po-chuen
Lam Po-chuen (chiń. 林保全; pinyin Lín Bǎoquán; ur. 10 października 1951 w Makau, zm. 2 stycznia 2015 w Hongkongu) – hongkoński aktor głosowy.

## Życiorys
Jako nastolatek wyemigrował do Hongkongu, gdzie zatrudnił się w stacji telewizyjnej TVB. Od 1971 użyczał głosu postaci Doraemon.
Swojego głosu użyczył także w m.in. produkcjach Kapitan Jastrząb, Naruto, Pokémon. Współpracował m.in. z Sammo Hungiem i George'em Clooneyem.